# Straßenbahn München Baureihe Z
| Straßenbahn München Baureihe Z (Triebwagen)               | Straßenbahn München Baureihe Z (Triebwagen) | Straßenbahn München Baureihe Z (Triebwagen) | Straßenbahn München Baureihe Z (Triebwagen) | Straßenbahn München Baureihe Z (Triebwagen) | Straßenbahn München Baureihe Z (Triebwagen) | Straßenbahn München Baureihe Z (Triebwagen) |
| --------------------------------------------------------- | ------------------------------------------- | ------------------------------------------- | ------------------------------------------- | ------------------------------------------- | ------------------------------------------- | ------------------------------------------- |
| Triebwagen der Baureihe Z an der Göthestraße im Jahr 1898 |                                             |                                             |                                             |                                             |                                             |                                             |
|                                                           | Z 1.22                                      | Z 1.23                                      | Z 2.23                                      | Z .22                                       | Z 3.24                                      | Z .                                         |
| Nummerierung:                                             | 351–362                                     | 363–368                                     | 369–370                                     | ?                                           | 371–373                                     | 374                                         |
| Anzahl:                                                   | 12 Wagen                                    | 6 Wagen                                     | 2 Wagen                                     | 8 Wagen                                     | 3 Wagen                                     | 1 Wagen                                     |
| Hersteller:                                               | Union-Elektricitäts-Gesellschaft            | Union-Elektricitäts-Gesellschaft            | Union-Elektricitäts-Gesellschaft            | Siemens-Schuckert- werke                    | G. Linkes Söhne, Waggonfabrik, Breslau      | Siemens-Schuckert- werke                    |
| Baujahr(e):                                               | 1895                                        | 1895                                        | 1895                                        | 1895–1896                                   | 1897–1898                                   | 1897–1898                                   |
| Ausmusterung:                                             | 1905–1956                                   | 1905–1956                                   | 1905–1956                                   | 1905–1956                                   | 1905–1956                                   | 1905–1956                                   |
| Spurweite:                                                | 1435 mm (Normalspur)                        | 1435 mm (Normalspur)                        | 1435 mm (Normalspur)                        | 1435 mm (Normalspur)                        | 1435 mm (Normalspur)                        | 1435 mm (Normalspur)                        |
| Länge über Kupplung:                                      | 7.000 mm                                    | 7.000 mm                                    | 7.000 mm                                    | 7.460 mm                                    | 8.000 mm                                    | 8.000 mm                                    |
| Stundenleistung:                                          | 18 kW                                       | 18 kW                                       | 18 kW                                       | 18 kW (ab 1906 36 kW)                       | 18 kW                                       | 18 kW                                       |
| Fahrmotoren:                                              | 1                                           | 1                                           | 1                                           | 2                                           | 1                                           | 1                                           |
| Stromübertragung:                                         | Oberleitung                                 | Oberleitung                                 | Oberleitung                                 | Oberleitung                                 | Oberleitung                                 | Oberleitung                                 |
| Sitzplätze:                                               | 16 (ab 1904: 20)                            | 16 (ab 1904: 20)                            | 16 (ab 1904: 20)                            | 16                                          | 20                                          | 16                                          |
| Stehplätze:                                               | 12 (ab 1904: 14; ab 1915: 17)               | 12 (ab 1904: 14; ab 1915: 17)               | 12 (ab 1904: 14; ab 1915: 17)               | 12                                          | 16 (ab 1903: 20; ab 1915: 23)               | 22 (ab 1905: 18)                            |

| Straßenbahn München Baureihe z (Beiwagen) | Straßenbahn München Baureihe z (Beiwagen) | Straßenbahn München Baureihe z (Beiwagen) | Straßenbahn München Baureihe z (Beiwagen) | Straßenbahn München Baureihe z (Beiwagen) |
| ----------------------------------------- | ----------------------------------------- | ----------------------------------------- | ----------------------------------------- | ----------------------------------------- |
|                                           | z 1.22                                    | z 1.23                                    | z 2.23                                    | z 3.24                                    |
| Anzahl:                                   | 10 Wagen                                  | 5 Wagen                                   | 2 Wagen                                   | 3 Wagen                                   |
| Hersteller:                               | Union-Elektricitäts-Gesellschaft          | Union-Elektricitäts-Gesellschaft          | Union-Elektricitäts-Gesellschaft          | G. Linkes Söhne, Waggonfabrik, Breslau    |
| Baujahr(e):                               | 1895                                      | 1895                                      | 1895                                      | 1897–1898                                 |
| Ausmusterung:                             | vor 1938                                  | vor 1938                                  | vor 1938                                  | vor 1938                                  |
| Spurweite:                                | 1435 mm                                   | 1435 mm                                   | 1435 mm                                   | 1435 mm                                   |
| Länge über Kupplung:                      | 7.000 mm                                  | 7.000 mm                                  | 7.000 mm                                  | 8.000 mm                                  |
| Sitzplätze:                               | 20                                        | 20                                        | 20                                        | 22                                        |
| Stehplätze:                               | 19                                        | 19                                        | 19                                        | 25                                        |

Als Baureihe Z wird die erste Generation der Straßenbahn-Triebwagen der Straßenbahn München bezeichnet. Sie verfügen im Gegensatz zu den Nachfolgebaureihen A und B über ein zweiachsiges Fahrgestell, woher auch der Baureihenname Z für Zweiachser kommt. Die Fahrzeuge der Baureihe Z gingen von 1895 bis 1898 in sechs Unterbaureihen in Betrieb. Von 1905 bis 1922 wurden einige Triebwagen zu Beiwagen der Baureihe z umgebaut. Die restlichen Triebwagen wurden ausgemustert oder zu Arbeitstriebwagen umgebaut. Den letzten Arbeitstriebwagen musterte die Städtische Straßenbahn München 1956 aus. Alle Beiwagen der Baureihe z wurden vor 1938 außer Betrieb genommen.

## Geschichte

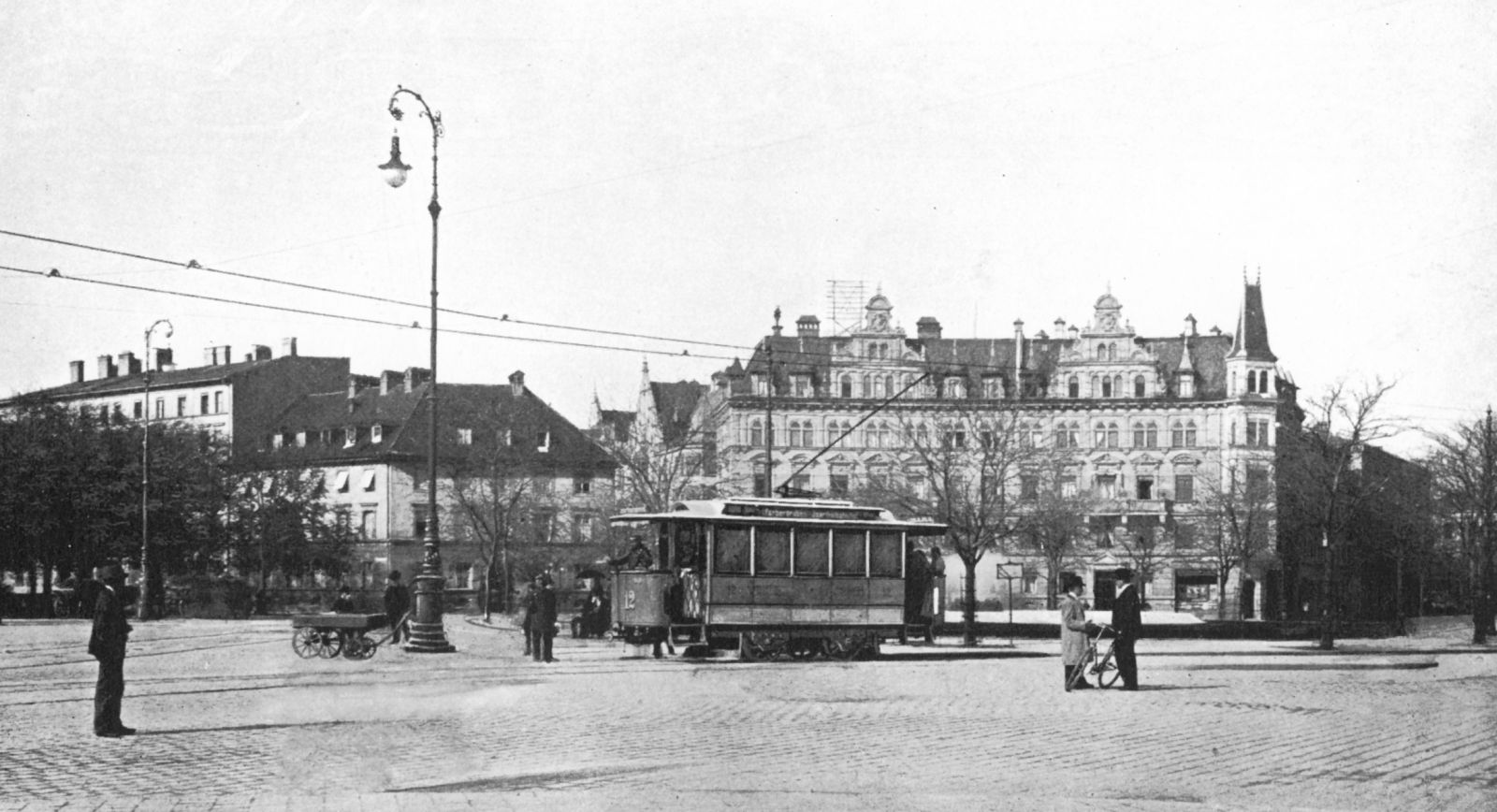
Z 1.22 im Jahr 1898 auf dem Sendlinger-Tor-Platz

Ab 1895 wurden die Straßenbahnlinien der Münchner Trambahn elektrifiziert. Dafür mussten auch elektrische Fahrzeuge angeschafft werden. Die Münchner Trambahn AG kaufte zunächst 28 zweiachsige Triebwagen mit offenen Plattformen. Die Union-Elektricitäts-Gesellschaft und die Schuckertwerke lieferten die Fahrzeuge noch im selben Jahr. Bereits 1896 schaffte die Münchner Trambahn AG für die offenen Plattformen Wetterschutzvorhänge an. Die neu angeschafften Triebwagen wurde als Baureihe Z bezeichnet. Die Triebwagen wurden aufgrund von kleineren Unterschieden in die Unterbaureihen Z 1.22, Z 2.22 und Z .31 eingeordnet. Ab 1905 wurden die Unterbaureihen umbezeichnet. Die Baureihe Z 1.22 wurde zur Unterbaureihe Z 1.22 und Z 1.23, die Unterbaureihe Z 2.22 wurde zur Unterbaureihe Z 2.23 und die Unterbaureihe Z .31 wurde zur Unterbaureihe Z .22. In den Jahren 1897 und 1898 lieferte die Union-Elektricitäts-Gesellschaft vier weitere ein Meter längere Triebwagen aus. Zu weiteren Bestellungen kam es nicht, stattdessen entwickelte die Münchner Trambahn AG die neue Baureihe A. Drei der vier neuen Fahrzeuge ordnete die Münchner Trambahn AG in die Unterbaureihe Z 3. ein, die ab 1906 als Unterbaureihe Z 3.24 bezeichnet wurde. Der letzte Triebwagen wurde als Unterbaureihe Z . eingereiht. Die drei Fahrzeuge der Unterbaureihe Z 3.24 verfügten über Akkumulatoren, die Strom für nicht elektrifizierte Abschnitte speichern konnten. Kurz nach den ersten Einsätzen baute die Münchner Trambahn AG die Akkumulatoren allerdings wieder aus, da Säuredämpfe, die von den Akkumulatoren abgegeben wurden, in den Fahrgastraum stiegen.
Einzelne Fahrzeuge baute man ab 1905 zu Arbeitstriebwagen und Beiwagen um. Da die Triebwagen wegen der steigenden Fahrgastzahlen der Münchner Trambahn zu kurz waren, nahm die Städtische Straßenbahn München ab 1920 alle Fahrzeuge außer Betrieb. Neun Triebwagen wurden zu Arbeitstriebwagen umgebaut, sieben Fahrzeuge stammten aus der ehemaligen Unterbaureihe Z .22. Alle anderen Fahrzeuge wurde teilweise zu Beiwagen der Baureihe z umgebaut oder verschrottet. Den letzten Arbeitstriebwagen, der aus einem Fahrzeug der Baureihe Z entstand, verschrottete die Städtische Straßenbahn München im Jahr 1956. Es blieb kein Fahrzeug erhalten.
Am Anfang ihrer Einsatzgeschichte fuhren die Triebwagen der Baureihe Z meist ohne Beiwagen. Nach der Inbetriebnahme der Fahrzeuge standen als Beiwagen nur ausgediente Pferdewagen, die mit Hilfe einer Schraubkupplung an die Triebwagen der Baureihe Z angehängt wurden, und Beiwagen der Baureihe ö zur Verfügung. Die Beiwagen der Baureihe ö waren zweiachsige, offene Wagen, die im Jahr 1897 bei Rathgeber gefertigt wurden. Die neuen Beiwagen erhielten die Baureihennummer ö 1.25 und wurden umgangssprachlich als Amerikaner bezeichnet. Nach dem Umbau im Jahr 1903, bei dem die fünf Fahrzeuge statt der seitlichen Laufbretter einen Mittelgang erhielten, hatten die Wagen 15 Sitzplätze. Bis 1940 waren alle fünf Beiwagen ausgemustert. Ein Fahrzeug wurde noch bis 1954 als Arbeitswagen eingesetzt, heute ist jedoch kein Wagen mehr erhalten. Andere Beiwagen waren bis circa 1920 nicht vorhanden. Es konnten nur Beiwagen der Baureihe a mit den Triebwagen der Baureihe Z eingesetzt werden.
1921 baute die Städtische Straßenbahn München zehn Triebwagen der Baureihe Z 1.22 zu Beiwagen der Reihe z 1.22 um. Die Fahrzeuge wurden jedoch schon nach wenigen Jahren wieder außer Betrieb genommen oder um 1928 zu Arbeitstriebwagen um. Ebenfalls 1921 baute die Straßenbahngesellschaft fünf Fahrzeuge der Baureihe Z 1.23 und zwei Fahrzeuge der Baureihe Z 2.23 zu Beiwagen der Unterbaureihe z 1.23 und z 2.23 um. Die Beiwagen, die vermutlich mit Triebwagen der Baureihen A und B eingesetzt wurden, musterte die Städtische Straßenbahn München jedoch schon 1938, soweit sie nicht zu Arbeitstriebwagen umgebaut wurden, wieder aus. Wie bei den Unterbaureihe z 1.23 und z 2.23 entstanden die Beiwagen der Baureihe z 3.24 ebenfalls im Jahr 1921 aus die Triebwagen der Baureihe Z 3.24. Wie bei den anderen Unterbaureihen musterte man die Fahrzeuge um 1938 aus.

## Technik
Die Fahrzeuge der Unterbaureihen Z 1.22, Z 1.23 und Z 2.23 waren alle 7.000 Millimeter lang. Die Fahrzeuge verfügten alle über einen Fahrmotor, welcher eine Stundenleistung von 18 kW, dies entspricht 25 PS, hatte. Die von der Union-Elektricitäts-Gesellschaft gefertigten Fahrzeuge waren zweiachsig und hatten fünf Seitenfenster. Die Plattformen am Anfang und am Ende des Fahrzeugs waren anfangs offen ausgeführt. Dies änderte man jedoch schon ein Jahr später mit dem Einbau von Wetterschutzvorhängen. Für die Stromabnahme aus der Oberleitung besaßen die Triebwagen einen Stangenstromabnehmer, der auf dem Dach befestigt war. Im Innenraum waren neben dem Mittelgang zwei längs zur Fahrtrichtung ausgerichtete hölzerne Bänke vorhanden. Die Bänke waren für 16 Personen vorgesehen, nach einem kleineren Umbau der Fahrzeuge um 1904 war Platz für 20 Personen vorhanden. Die Anzahl der Stehplätze betrug anfangs 12, später 17.
Die in den Siemens-Schuckertwerke gefertigten Triebwagen der Baureihe Z .22 waren im Gegensatz zu den anderen früher gebauten Unterbaureihe 7.460 Millimeter lang. Die Triebwagen der Baureihe Z .22 waren mit einem Stangenstromabnehmer und einem Fahrmotor mit 25 PS Leistung ausgestattet. 1906 wurde ein weiterer Motor eingebaut, sodass die Leistung der Triebwagen auf 36 kW erhöht werden konnte. Auf den beiden längs zur Fahrtrichtung ausgerichteten hölzernen Bänken war Platz für 16 Personen vorhanden. Außerdem gab es 12 Stehplätze.
Die drei Wagen der Unterbaureihe Z 3.24 waren 8.000 Millimeter lang. Sie hatten wie die anderen Triebwagen der Baureihe einen Stangenstromabnehmer und einen Fahrmotor mit 18 kW. In den von der Waggonfabrik Breslau hergestellten Fahrzeugen waren 20 Sitzplätze und 16 Stehplätze vorhanden. Später konnte die Anzahl der Stehplätze auf 23 erhöht werden. Einen weiteren Wagen ordnete die Münchner Trambahn AG als Unterbaureihe Z . ein. Der Wagen war bis auf den Innenraum baugleich wie die Wagen der Unterbaureihe Z 3.24, er wurde jedoch in den Siemens-Schuckertwerken gebaut. Im Innenraum waren nur 16 Sitzplätze vorhanden, dafür gab es 22 Stehplätze. Nach 1905 waren nur noch 18 Stehplätze vorhanden.
Von 1903 bis 1905 baute die Münchner Trambahn AG einige Fahrzeuge der Baureihe Z um. Statt der Wetterschutzvorhänge wurden die Plattformen verglast. Außerdem wurden Druckluftbremsen installiert, um das Bremsen zu vereinfachen. Ab 1905 baute die amerikanische J. G. Brill Company in die Fahrzeuge der Unterbaureihen Z 1.23, Z 2.23 und Z 3.24 neue Fahrgestelle ein. Die Triebwagen der Baureihe Z .22 erhielten außerdem einen weiteren Fahrmotor, sodass die Leistung auf 36 kW erhöht werden konnte. Aufgrund des Umbaus wurden die sieben Meter langen Z 1.23 und Z 2.23 umgangssprachlich als „kurzer Brill“ und die acht Meter langen Z 3.24 als „langer Brill“ bezeichnet.
Die Beiwagen der Baureihe z entstanden aus den ausgemusterten Triebwagen der Baureihe Z. Hierfür wurden die Triebwagen umgebaut und erhielten eine größere Sitzplatzanzahl. In den Beiwagen der Unterbaureihen z 1.22, z 1.23 und z 2.23 gab es 20 Sitzplätze und 19 Stehplätze. In der Unterbaureihe z 3.24 gab es 22 Sitzplätze und 25 Stehplätze.